# Rolf Spring
Rolf Spring (19. marts 1917 - ukendt dødsår) var en schweizisk roer.
Spring var styrmanden i den schweiziske firer med styrmand, der vandt sølv ved OL 1936 i Berlin. Roerne var brødrene Hans og Alex Homberger, Hermann Betschart og Karl Schmid. Sølvmedaljen blev sikret efter en finale, hvor schweizerne kun blev slået af Tyskland, mens Frankrig fik bronze. Ved de samme lege var han styrmand i schweizernes toer med styrmand og otter, der blev henholdsvis nr. 5 og 6.

## OL-medaljer
- 1936:  Sølv i firer med styrmand